# Willy Mucha
Pour les articles homonymes, voir Mucha.
 (novembre 2024).
La mise en forme du texte ne suit pas les recommandations de Wikipédia : il faut le « wikifier ».
Les points d'amélioration suivants sont les cas les plus fréquents. Le détail des points à revoir est peut-être précisé sur la page de discussion.
- Les titres sont pré-formatés par le logiciel. Ils ne sont ni en capitales, ni en gras.
- Le texte ne doit pas être écrit en capitales (les noms de famille non plus), ni en gras, ni en italique, ni en « petit »…
- Le gras n'est utilisé que pour surligner le titre de l'article dans l'introduction, une seule fois.
- L'italique est rarement utilisé : mots en langue étrangère, titres d'œuvres, noms de bateaux, etc.
- Les citations ne sont pas en italique mais en corps de texte normal. Elles sont entourées par des guillemets français : « et ».
- Les listes à puces sont à éviter, des paragraphes rédigés étant largement préférés. Les tableaux sont à réserver à la présentation de données structurées (résultats, etc.).
- Les appels de note de bas de page (petits chiffres en exposant, introduits par l'outil «  Source ») sont à placer entre la fin de phrase et le point final[comme ça].
- Les liens internes (vers d'autres articles de Wikipédia) sont à choisir avec parcimonie. Créez des liens vers des articles approfondissant le sujet. Les termes génériques sans rapport avec le sujet sont à éviter, ainsi que les répétitions de liens vers un même terme.
- Les liens externes sont à placer uniquement dans une section « Liens externes », à la fin de l'article. Ces liens sont à choisir avec parcimonie suivant les règles définies. Si un lien sert de source à l'article, son insertion dans le texte est à faire par les notes de bas de page.
- La présentation des références doit suivre les conventions bibliographiques. Il est recommandé d'utiliser les modèles {{Ouvrage}}, {{Chapitre}}, {{Article}}, {{Lien web}} et/ou {{Bibliographie}}. Le mode d'édition visuel peut mettre en forme automatiquement les références.
- Insérer une infobox (cadre d'informations à droite) n'est pas obligatoire pour parachever la mise en page.

Pour une aide détaillée, merci de consulter Aide:Wikification.
Si vous pensez que ces points ont été résolus, vous pouvez retirer ce bandeau et améliorer la mise en forme d'un autre article.
 (novembre 2024).

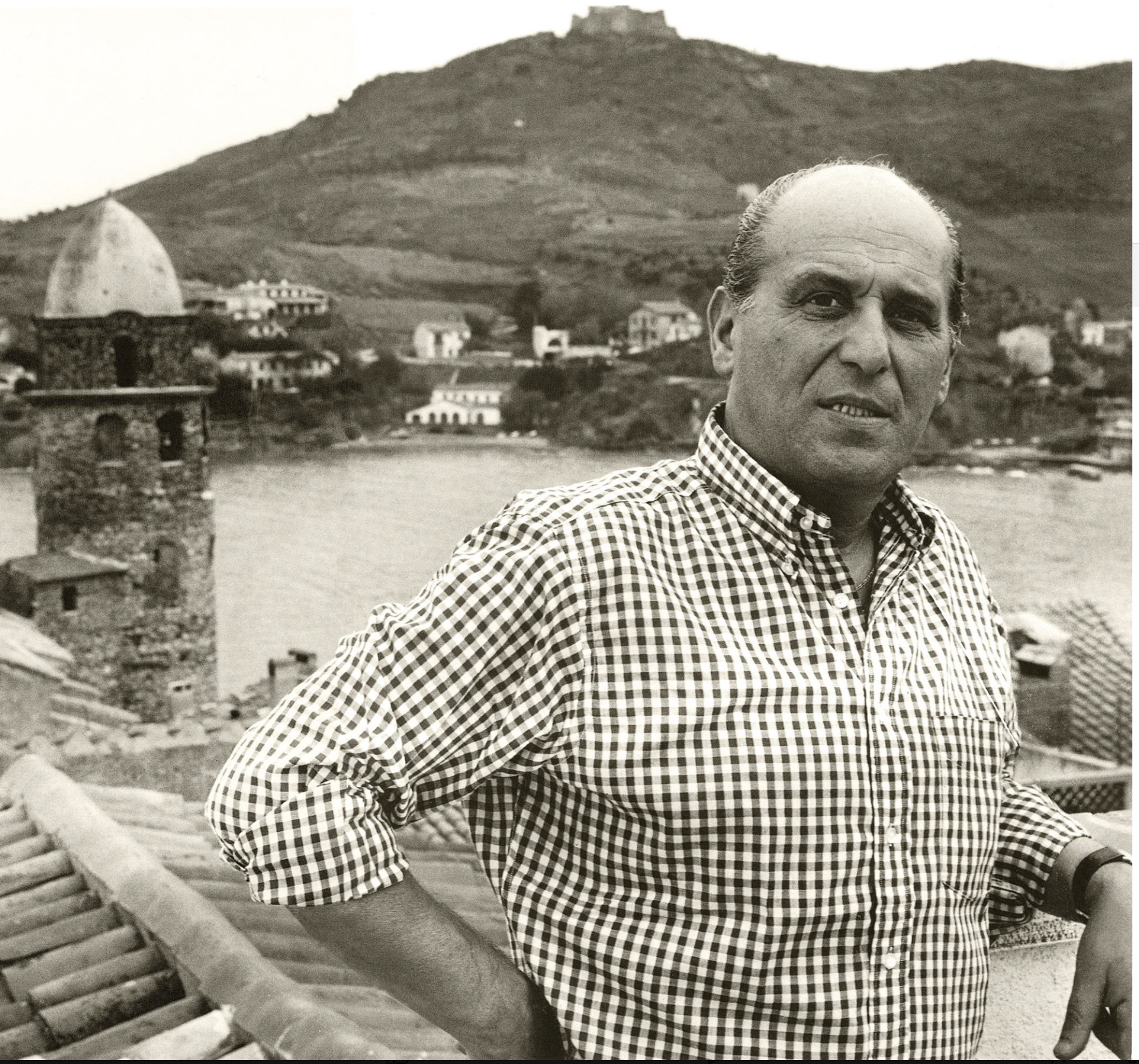
Willy Mucha sur sa terrasse a Collioure

Willy Mucha, né le 16 avril 1905 à Varsovie (Pologne, alors Empire russe) et mort le 2 mars 1995 à Paris, est un peintre de l'abstraction surréaliste polonaise.

## Biographie
Né à Varsovie, il commence ses études de dessin et de musique en Pologne et les poursuit en Autriche-Bohême puis en Russie et en Allemagne. Après la mort de son père au début des années 1920, il quitte brusquement sa famille et la Pologne pour la France dont rêvent alors tous les artistes. Après s'être inscrit à l'université de Caen il rejoint la capitale, où il vient grossir les rangs de ce que l'on nomme “l'Ecole de Paris”.
Mobilisé dans les chars en 1939, il subit la débâcle et s'installe à Collioure qu'il a découvert en 1936 “sur la route de la guerre d'Espagne”. Avec le réseau Torcatis, il favorise le passage des antifascistes par le Col de Banyuls. En 1943, menacé de dénonciation, il est envoyé dans le maquis dans l'Aveyron. Dès la Libération, il retourne à Collioure.
A Montparnasse, Mucha conserve son atelier parisien. Ses expositions l’amènent à parcourir le monde. Ses plus grands succès, il les rencontre aux Etats-Unis devenus alors la nouvelle “patrie” de la peinture et où de nombreux amis le pressent de s'installer.
Il fréquente Dufy, Ernst, Matta, Bryen, Masson, Pignon, Duchamp , Man Ray, Ponç... Sa présence aux côtés de célébrités font dire à certains qu'il est mondain. Il est pourtant solitaire et contemplatif.
Mucha restera profondément lié à Collioure, où la lumière et l'horizon infini nourriront son œuvre. Discret sur sa vie, il dira : 'Avec des mots vous n’auriez que des anecdotes. L’essentiel de ma vie est dans mon œuvre.

## Collections publiques

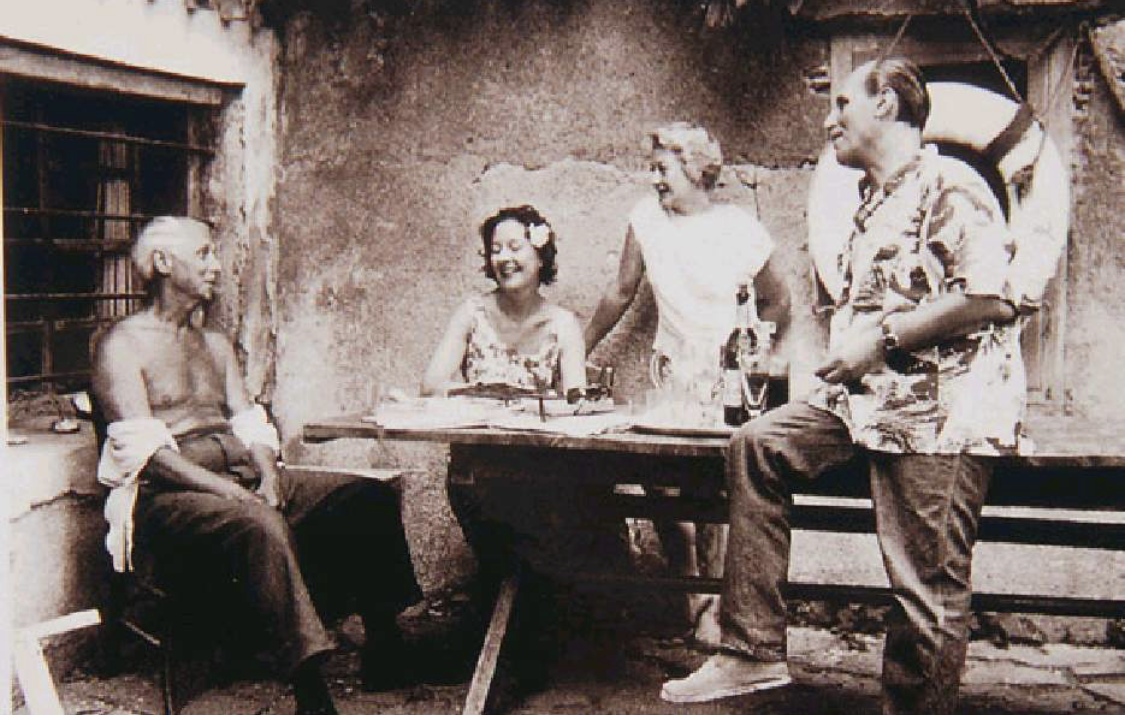
Willy Mucha, Rolande Mucha, Dorothea Tanning et Max Ernst a Collioure dans les années 50.

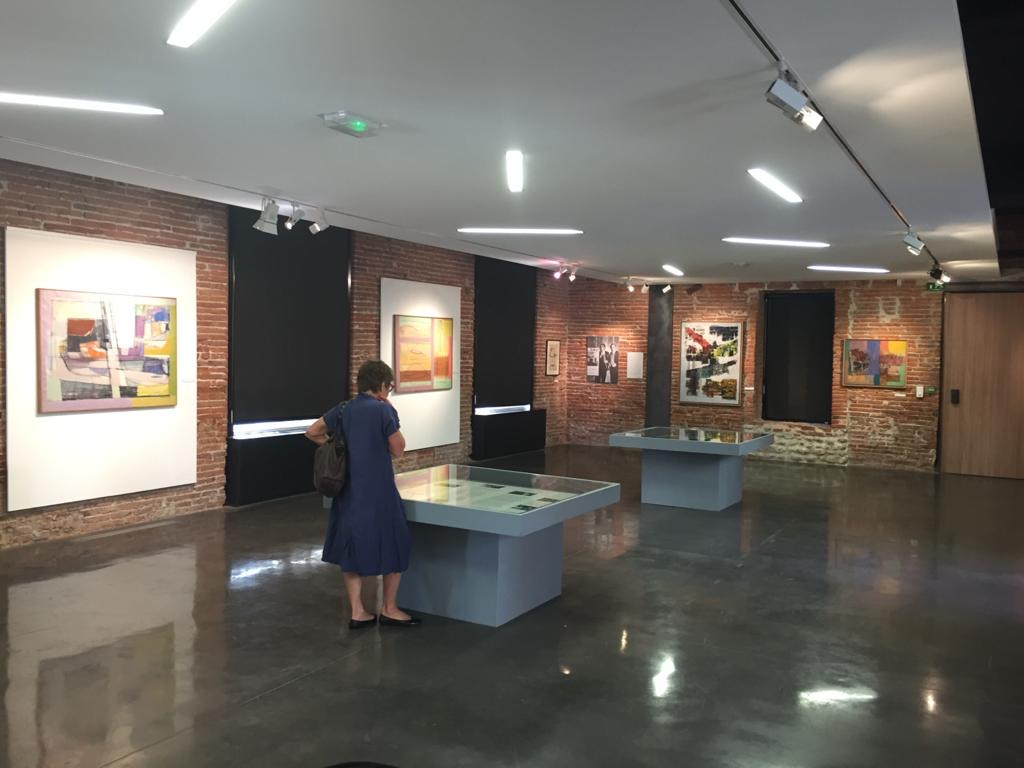
Exposition Willy Mucha "Collioure 1940-1950" Maison de la Catalanité Perpignan 2016

- Le Calvaire du poète (vers 1920), musée national d'art moderne, Paris[1]

- Green, Red and Yellow Abstract, lithographie, Government Art Collection, UK.

## Expositions
Principales expositions:
- Salon de Mai, Salon des comparaisons, Salon des Artistes indépendants, Paris
- Museu de Arte Moderna, Sao Paulo “ Do Figuratismo- Ao Abstractinismo “ 1949
- Art Gallery of Toronto, Canada “ Contemporary art” 1949
- Royal Academy London “ The school of Paris 1900 - 1950 “ 1951
- Musée de Nantes, “Ecole de Paris” 1958
- Tokyo, Japon “Art Français”, 1959
- Chicago “ Formit collection of Contemporary Art “ 1961
- L’Ecole de Paris” Galerie Charpentier Paris
- Palais des Rois de Majorque, Perpignan 1986
- Galerie Odile Oms, Céret 2005
- Thomas Montsarrat & Clementine Combes , Maison de la Catalanité, Willy Mucha Collioure 1940 -1950, Perpignan 2016
- Hôtel de Caumont, Aix-en-Provence, Mars 2024

Principales galeries : Galerie Edouard Lœb, galerie Greuze, galerie Craven à Paris ; Redfern gallery et O’Hana Gallery à Londres ; galerie Engelberts à Genève ; Gallery seventy-Five, Barowil’s Gallery, Brentano’s à New York ; galerie L’Atelier à Zurich ; Stadia Graphic’s Gallery à Sidney ; galerie Prinzhorn à Vienne ; Galerie Syra à Barcelone.